# Куньолі
Куньолі (італ. Cugnoli) — муніципалітет в Італії, у регіоні Абруццо,  провінція Пескара.
Куньолі розташоване на відстані близько 130 км на схід від Рима, 45 км на схід від Л'Аквіли, 30 км на південний захід від Пескари.
Населення — 1542 особи (2014).

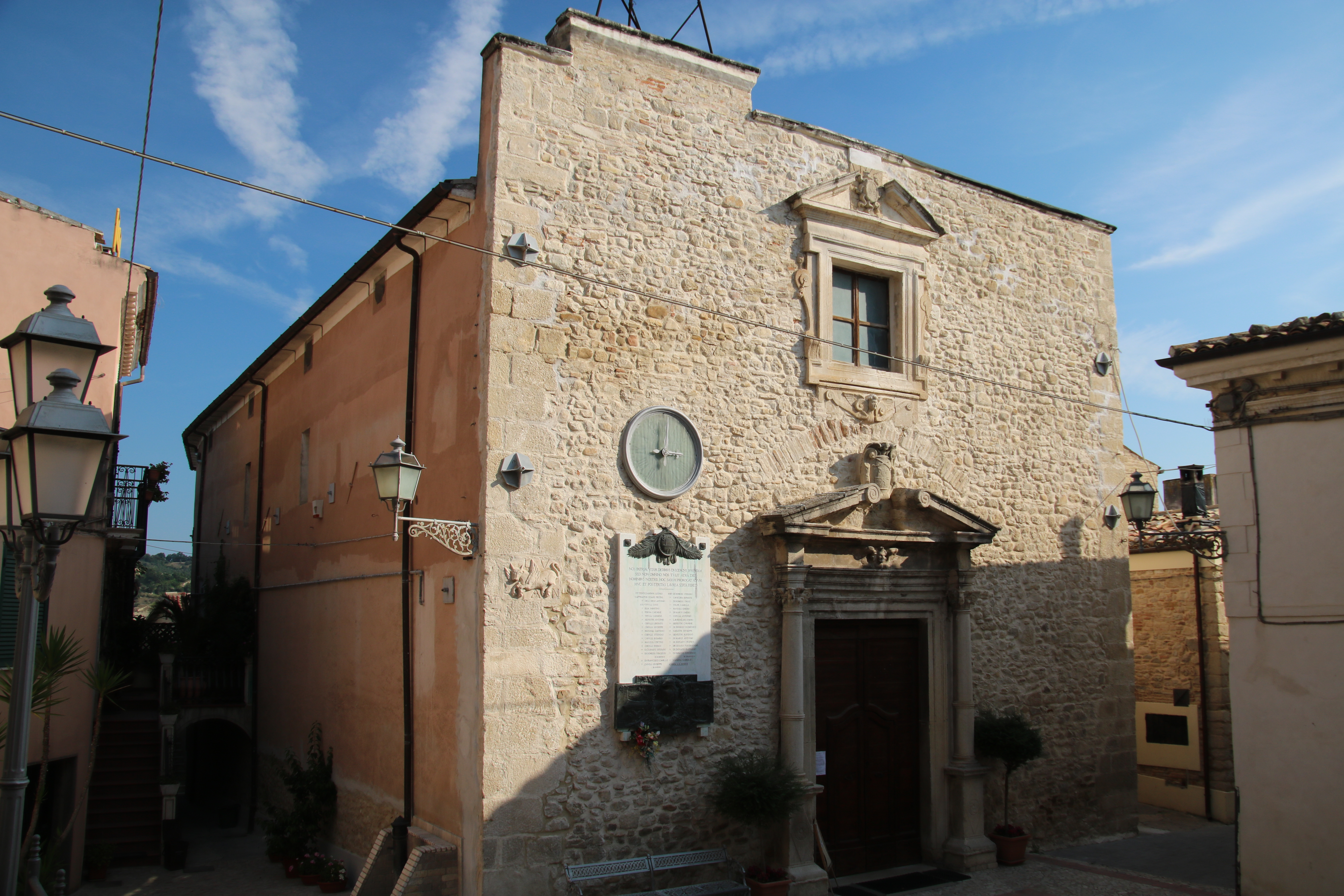
Церква святого Степана

Щорічний фестиваль відбувається 19 вересня. Покровитель — святий Степан.

## Демографія
Населення за роками:

Станом на 1 січня 2023 року в муніципалітеті офіційно проживали 73 іноземці з 13 країн, серед них 36 громадян країн Євросоюзу та 8 громадян України.

## Сусідні муніципалітети
- Аланно
- Катіньяно
- Чивітакуана
- Ноччано
- П'єтраніко